# Рейес, Хосе Антонио
Хосе́ Анто́нио Ре́йес Кальдеро́н (исп. José Antonio Reyes Calderón; 1 сентября 1983 года, Утрера, Севилья, Испания — 1 июня 2019 года, около Утреры, Испания) — испанский футболист, полузащитник. Выступал за сборную Испании.

## Биография
Родился в провинции Севилья, где и начал заниматься футболом. В первой команде «Севильи» дебютировал в сезоне 1999/00, однако сразу закрепиться в основном составе футболисту не удалось, и за первые два года он выходил на поле лишь в двух матчах. Однако постепенно Рейес стал появляться на поле все чаще и чаще. В итоге, за последующие три сезона он сыграл 84 матча, в которых забил 22 гола.
После этого молодой полузащитник попал в сферу внимания лондонского «Арсенала», куда и перешёл зимой 2004 года. Сумма сделки составила 17,5 миллионов фунтов стерлингов. В составе английского клуба Рейес дебютировал 2 февраля в матче против «Манчестер Сити» (2:1), а спустя два дня забил свой первый мяч в ворота «Мидлсбро».
За два с половиной сезона, проведённые в Англии, Рейес сыграл в 110 матчах, забив при этом 23 мяча. Вместе с «Арсеналом» испанец становился победителем чемпионата Англии (сезон 2003/04), обладателем национального Кубка (2004/05), а также выходил в финал Лиги чемпионов 2006 года. Летом 2006 года в прессе появилась информация о том, что к Рейесу проявляет интерес мадридский «Реал». Сам футболист в интервью несколько раз отмечал, что хотел бы вернуться на родину. В итоге, терпение главного тренера «канониров» Арсена Венгера иссякло, и клубы достигли соглашения об обмене Рейеса на Жулио Баптисту. При этом права на испанца остались у «Арсенала».

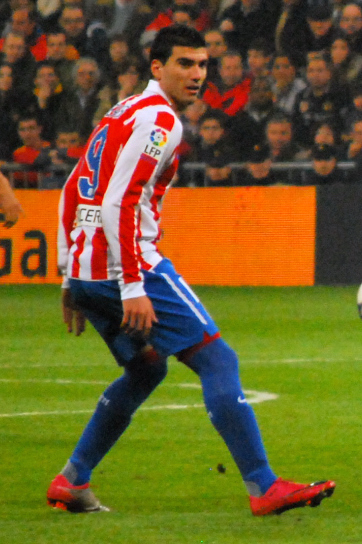
Рейес в составе «Атлетико»

В сезоне 2006/07 Рейес вместе с «Реалом» выиграл чемпионат Испании. Футболист выходил на поле в тридцати матчах и отметился шестью забитыми мячами, два из которых — в матче последнего тура против «Мальорки» (3:1) — принесли мадридцам чемпионский титул. После окончания сезона в прессе появились слухи о том, что Рейес может перейти в «Лион», однако 31 июля 2007 года он был официально представлен в качестве игрока «Атлетико Мадрид». За этот трансфер «Арсенал» получил около 12 миллионов евро, а футболист подписал четырёхлетний контракт с мадридским клубом.
27 августа 2010 года забил за «Атлетико» гол в матче Суперкубка УЕФА против «Интернационале» (встреча завершилась победой испанцев со счётом 2:0).
5 января 2012 года игрок подписал контракт с «Севильей» сроком до 30 июня 2015 года. Сумма трансфера составила 3,5 млн евро.
После победы «Севильи» в финале Лиги Европы 2014/15 над «Днепром» (3:2) Рейес стал первым футболистом в истории, выигравшим Кубок УЕФА/Лигу Европы пять раз. В июне 2015 года футболист продлил контракт с «Севильей» на 2 года
29 июня 2016 года Хосе Антонио Рейес перешёл в «Эспаньол». В конце сезона 2016/17 полузащитник ушёл из барселонской команды. 30 января 2018 года Рейес стал футболистом «Кордовы». Летом 2018 года стал игроком китайского клуба «Синьцзян Тяньшань Леопард».
1 июня 2019 года Хосе Антонио Рейес погиб в автомобильной аварии на 18-м километре трассы A-376. Рейес находился за рулём автомобиля Mercedes Brabus S550, двигавшегося в направлении из Севильи в Утреру со скоростью 237 км/ч. Вместе с Рейесом погибли два его двоюродных брата.

## Достижения

### Командные
«Севилья»
- Победитель Сегунды: 2000/01
- Победитель Лиги Европы (3): 2013/14, 2014/15, 2015/16

«Арсенал»
- Чемпион Англии: 2003/04
- Обладатель Кубка Англии: 2004/05
- Финалист Лиги чемпионов УЕФА: 2005/06

«Реал Мадрид»
- Чемпион Испании: 2006/07

«Атлетико»
- Победитель Лиги Европы (2): 2009/10, 2011/12
- Обладатель Суперкубка УЕФА: 2010
- Обладатель Кубка Интертото: 2007
- Финалист Кубка Испании: 2009/10

«Бенфика»
- Обладатель Кубка португальской лиги: 2008/09

Сборная Испании
- Чемпион Европы (19 лет): 2002

### Личные
- Игрок месяца английской Премьер-лиги: август 2004